# Paramoechotypa fasciculata
Paramoechotypa fasciculata là một loài bọ cánh cứng trong họ Cerambycidae.